# Platymantis banahao
Espèce
Statut de conservation UICN

 NT  : Quasi menacé
Platymantis banahao est une espèce d'amphibiens de la famille des Ceratobatrachidae.

## Répartition
Cette espèce est endémique de l'île de Luçon aux Philippines. Elle se rencontre dans la province de Quezon, entre 700 et 1 700 m d'altitude sur le mont Banahaw.

## Description
Platymantis banahao mesure de 28 à 40 mm pour les mâles, la taille des femelles n'est pas précisée dans la publication originale. Son dos varie du brun clair au jaune citron. Sa face ventrale est tachetée de brun.

## Étymologie
Son nom d'espèce, banahao, lui a été donné en référence au mont Banahaw où elle a été découverte.

## Publication originale
- Brown, Alcala, Diesmos & Alcala, 1997 : Species of the guentheri group of Platymantis with descriptions of four new species. Proceedings of the California Academy of Sciences, sér. 4, vol. 50, no 1, p. 1-20 (texte intégral).